# Sovrani di Tahiti
Quello che segue è un Elenco dei monarchi del regno di Tahiti, durante la dinastia Pomare. Tutti questi sovrani ebbero il titolo di Ari'i rahi.

## Monarchi di Tahiti
| Picture                                       | Nome (nascita-morte)                    | Inizio del regno  | Fine del regno    | Note |
| --------------------------------------------- | --------------------------------------- | ----------------- | ----------------- | --- |
|                                               | Vai ra'a toa Taina Pomare I (1753–1803) | 1788              | 3 settembre 1803  | De facto regnante dal 1768, prima come ari'i, poi dal 1774 come reggente per Pomare II                                                                              |
|                                               | Pomare II (1774–1821)                   | 3 settembre 1803  | 22 dicembre 1808  | Primo regno, succedette a Pomare I alla sua nascita nel 1774 come ari'i, esiliato a Moʻorea nel 1808                                                                |
| Vacante (22 dicembre 1808 – 15 novembre 1815) |                                         |                   |                   | |
|                                               | Pomare II (1774–1821)                   | 15 novembre 1815  | 7 dicembre 1821   | Secondo regno, reclamò il trono dopo la Battaglia di Te Feipi |
|                                               | Teriʻi tariʻa Pomare III (1820–1827)    | 7 dicembre 1821   | 8 gennaio 1827    | Figlio di Pomare II |
| Consiglio di Reggenza                         | Consiglio di Reggenza                   | 7 dicembre 1821   | 8 gennaio 1827    | Reggente per Pomare III (su richiesta di Pomare II): La regina Teriʻitoʻoterai Teremoemoe La regina Teriitaria Ariʻipaeavahine Cinque dei capi principali di Tahiti |
|                                               | 'Aimata Pomare IV Vahine (1813–1877)    | 11 gennaio 1827   | 17 settembre 1877 | Figlia di Pomare II e monarca più longeva di Tahiti, governò sotto protettorato francese dal 9 settembre 1842                                                       |
|                                               | Ari'i aue Pomare V (1839–1891)          | 17 settembre 1877 | 30 dicembre 1880  | Figlio di Pomare IV. Ultimo re di Tahiti, la Francia annetté Tahiti e le sue dipendenze il 29 giugno 1880                                                           |

## Albero genealogico
| Itia     | Itia     | Itia       | Itia       | Itia                     | Itia                     |                          |                          | Pomare I                 | Pomare I                 | Pomare I | Pomare I | Pomare I    | Pomare I    |             |             | Tetuanuireiaiteraiatea | Tetuanuireiaiteraiatea | Tetuanuireiaiteraiatea | Tetuanuireiaiteraiatea | Tetuanuireiaiteraiatea | Tetuanuireiaiteraiatea |                     |                     |                       |                       |                       |                       |                       |                       |          |          |                              |                              |                              |                              |                              |                              |  |  |                  |                  |                  |                  |                  |                  |
| Itia     | Itia     | Itia       | Itia       | Itia                     | Itia                     |                          |                          | Pomare I                 | Pomare I                 | Pomare I | Pomare I | Pomare I    | Pomare I    |             |             | Tetuanuireiaiteraiatea | Tetuanuireiaiteraiatea | Tetuanuireiaiteraiatea | Tetuanuireiaiteraiatea | Tetuanuireiaiteraiatea | Tetuanuireiaiteraiatea |                     |                     |                       |                       |                       |                       |                       |                       |          |          |                              |                              |                              |                              |                              |                              |  |  |                  |                  |                  |                  |                  |                  |
|          |          |            |            |                          |                          |                          |                          |                          |                          |          |          |             |             |             |             |                        |                        |                        |                        |                        |                        |                     |                     |                       |                       |                       |                       |                       |                       |          |          |                              |                              |                              |                              |                              |                              |  |  |                  |                  |                  |                  |                  |                  |
|          |          |            |            | Teriitooterai Teremoemoe | Teriitooterai Teremoemoe | Teriitooterai Teremoemoe | Teriitooterai Teremoemoe | Teriitooterai Teremoemoe | Teriitooterai Teremoemoe |          |          | Pomare II   | Pomare II   | Pomare II   | Pomare II   | Pomare II              | Pomare II              |                        |                        | Teriitaria Ariipaea    | Teriitaria Ariipaea    | Teriitaria Ariipaea | Teriitaria Ariipaea | Teriitaria Ariipaea   | Teriitaria Ariipaea   |                       |                       |                       |                       |          |          |                              |                              |                              |                              |                              |                              |  |  |                  |                  |                  |                  |                  |                  |
|          |          |            |            | Teriitooterai Teremoemoe | Teriitooterai Teremoemoe | Teriitooterai Teremoemoe | Teriitooterai Teremoemoe | Teriitooterai Teremoemoe | Teriitooterai Teremoemoe |          |          | Pomare II   | Pomare II   | Pomare II   | Pomare II   | Pomare II              | Pomare II              |                        |                        | Teriitaria Ariipaea    | Teriitaria Ariipaea    | Teriitaria Ariipaea | Teriitaria Ariipaea | Teriitaria Ariipaea   | Teriitaria Ariipaea   |                       |                       |                       |                       |          |          |                              |                              |                              |                              |                              |                              |  |  |                  |                  |                  |                  |                  |                  |
|          |          |            |            |                          |                          |                          |                          |                          |                          |          |          |             |             |             |             |                        |                        |                        |                        |                        |                        |                     |                     |                       |                       |                       |                       |                       |                       |          |          |                              |                              |                              |                              |                              |                              |  |  |                  |                  |                  |                  |                  |                  |
|          |          |            |            |                          |                          |                          |                          |                          |                          |          |          |             |             |             |             |                        |                        |                        |                        |                        |                        |                     |                     |                       |                       |                       |                       |                       |                       |          |          |                              |                              |                              |                              |                              |                              |  |  |                  |                  |                  |                  |                  |                  |
|          |          | Pomare III | Pomare III | Pomare III               | Pomare III               | Pomare III               | Pomare III               |                          |                          |          |          | Arii Faaite | Arii Faaite | Arii Faaite | Arii Faaite | Arii Faaite            | Arii Faaite            |                        |                        | Pomare IV              | Pomare IV              | Pomare IV           | Pomare IV           | Pomare IV             | Pomare IV             |                       |                       | Tapoa II              | Tapoa II              | Tapoa II | Tapoa II | Tapoa II                     | Tapoa II                     |                              |                              |                              |                              |  |  |                  |                  |                  |                  |                  |                  |
|          |          | Pomare III | Pomare III | Pomare III               | Pomare III               | Pomare III               | Pomare III               |                          |                          |          |          | Arii Faaite | Arii Faaite | Arii Faaite | Arii Faaite | Arii Faaite            | Arii Faaite            |                        |                        | Pomare IV              | Pomare IV              | Pomare IV           | Pomare IV           | Pomare IV             | Pomare IV             |                       |                       | Tapoa II              | Tapoa II              | Tapoa II | Tapoa II | Tapoa II                     | Tapoa II                     |                              |                              |                              |                              |  |  |                  |                  |                  |                  |                  |                  |
|          |          |            |            |                          |                          |                          |                          |                          |                          |          |          |             |             |             |             |                        |                        |                        |                        |                        |                        |                     |                     |                       |                       |                       |                       |                       |                       |          |          |                              |                              |                              |                              |                              |                              |  |  |                  |                  |                  |                  |                  |                  |
|          |          |            |            |                          |                          |                          |                          |                          |                          |          |          |             |             |             |             |                        |                        |                        |                        |                        |                        |                     |                     |                       |                       |                       |                       |                       |                       |          |          |                              |                              |                              |                              |                              |                              |  |  |                  |                  |                  |                  |                  |                  |
| Pomare V | Pomare V | Pomare V   | Pomare V   | Pomare V                 | Pomare V                 |                          |                          | Marau                    | Marau                    | Marau    | Marau    | Marau       | Marau       |             |             | Tamatoa V              | Tamatoa V              | Tamatoa V              | Tamatoa V              | Tamatoa V              | Tamatoa V              |                     |                     | Teriitapunui Punuarii | Teriitapunui Punuarii | Teriitapunui Punuarii | Teriitapunui Punuarii | Teriitapunui Punuarii | Teriitapunui Punuarii |          |          | Teriitua Tuavira "Joinville" | Teriitua Tuavira "Joinville" | Teriitua Tuavira "Joinville" | Teriitua Tuavira "Joinville" | Teriitua Tuavira "Joinville" | Teriitua Tuavira "Joinville" |  |  | Teriimaevarua II | Teriimaevarua II | Teriimaevarua II | Teriimaevarua II | Teriimaevarua II | Teriimaevarua II |
| Pomare V | Pomare V | Pomare V   | Pomare V   | Pomare V                 | Pomare V                 |                          |                          | Marau                    | Marau                    | Marau    | Marau    | Marau       | Marau       |             |             | Tamatoa V              | Tamatoa V              | Tamatoa V              | Tamatoa V              | Tamatoa V              | Tamatoa V              |                     |                     | Teriitapunui Punuarii | Teriitapunui Punuarii | Teriitapunui Punuarii | Teriitapunui Punuarii | Teriitapunui Punuarii | Teriitapunui Punuarii |          |          | Teriitua Tuavira "Joinville" | Teriitua Tuavira "Joinville" | Teriitua Tuavira "Joinville" | Teriitua Tuavira "Joinville" | Teriitua Tuavira "Joinville" | Teriitua Tuavira "Joinville" |  |  | Teriimaevarua II | Teriimaevarua II | Teriimaevarua II | Teriimaevarua II | Teriimaevarua II | Teriimaevarua II |

## Situazione attuale
Al febbraio 2009, Tauatomo Mairau è l'attuale pretendente al trono tahitiano e nel suo piccolo ha cercato di ricrearsi una corte. Le sue pretese, ad ogni modo, non sono state riconosciute dalla Francia. Il 28 maggio 2009, Joinville Pomare, membro adottato della famiglia Pomare, si è autoproclamato re Pomare XI durante una cerimonia alla presenza dei discendenti dei capi di Tahiti ma senza i membri della sua stessa famiglia. Altri membri della famiglia hanno riconosciuto come sovrano suo zio, Léopold Pomare, come erede al trono.
L'attuale sovrano pretendente sta impegnandosi perché il tesoro reale ritorni a lui e alla sua famiglia. Il governo francese dopo la fine della Seconda guerra mondiale, sequestrò tutti i beni di proprietà dello stato tahitiano e pertanto così facendo violò l'accordo siglato con re Pomare V nel 1880.